# Cervicrambus
Cervicrambus és un gènere monotípic d'arnes de la família Crambidae. Conté només una espècie, Cervicrambus eximiellus, que es troba a Brasil (Bahia, Paranà i São Paulo).